# 인도 루피
인도 루피(통화 기호: Rs 또는 ₹, ISO 코드: INR)는 인도의 공식 통화로, 발행은 인도 준비은행에서 통제한다.

## 어원
루피라는 이름은 16세기에 남아시아 북부를 지배했던 수르 제국의 건국자 셰르 샤 수리가 최초로 발행한 은화 루피야(rupiya)에서 따 왔다. 1540년부터 1545년까지 수르 제국을 통치했던 건국자 셰르 샤 수리는 은화를 발행했는데, 이름은 루피야(rupiya)였으며 무게는 약 11.5g이었다. 루피야 은화는 무굴 제국과 마라타 왕국에 이어 인도 제국 시대까지 쓰였다.

## 역사

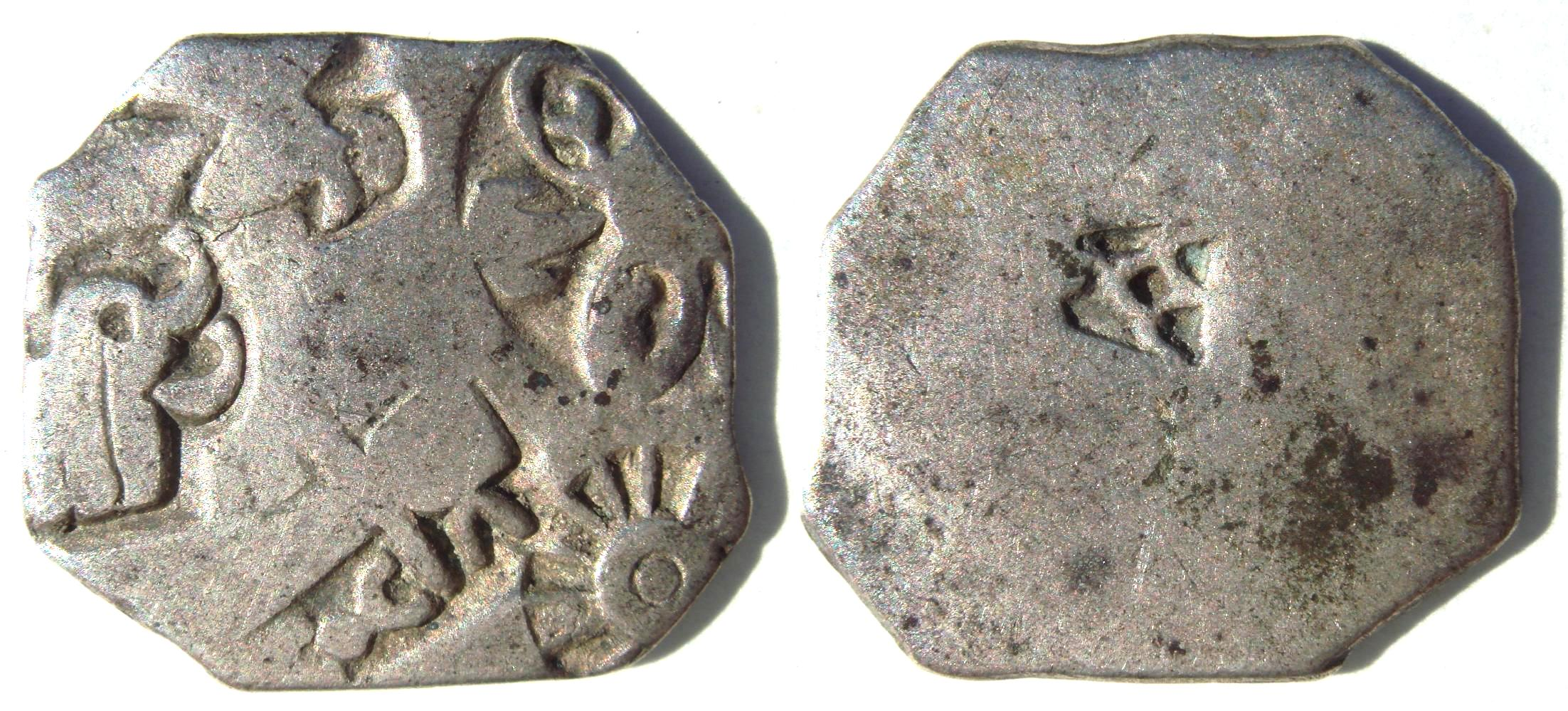
Silver punch mark coin of the Maurya empire, known as Rūpyarūpa, 3rd century BCE.

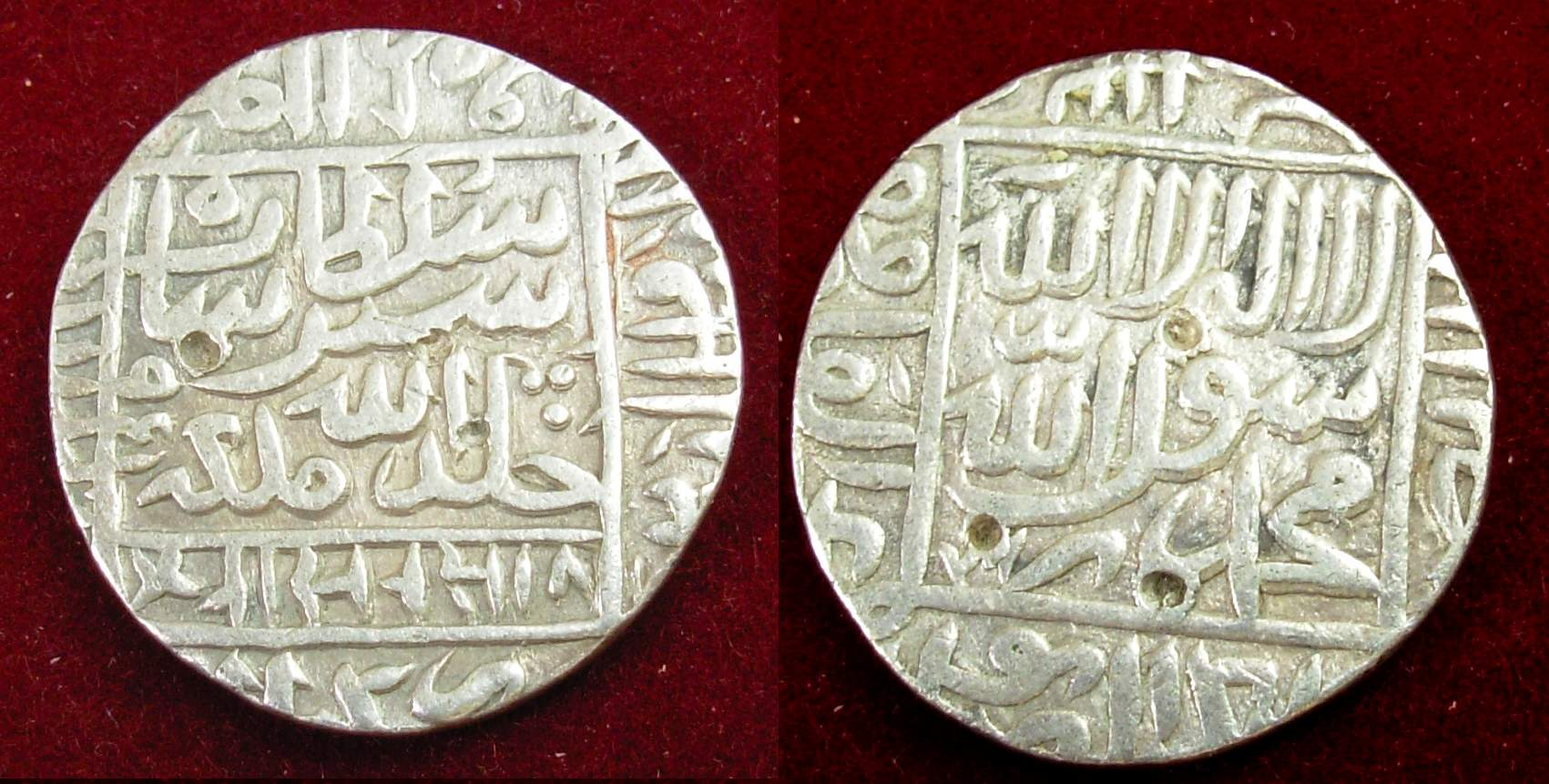
Rupiya issued by Sher Shah Suri, 1540–1545 CE

루피의 역사는 기원전 6세기 경 고대 인도까지 거슬러 올라간다. 고대 인도의 은화는 고대 중국의 문(文)과 리디아의 스테이터와 더불어 최초의 동전 가운데 하나이다. 마우리아 왕조의 재상 카우틸랴가 쓴 아르타 샤스트라에는 은화를 루피야루파(rūpyarupa)라고 언급하고 있으며, 금화는 수바르나루파(Suvarṇarūpa), 동화를 탐라루파(Tāmrarūpa) 등으로 기록했다.
지폐로 된 루피도 발행됐는데, 초기에 발행된 지폐 루피의 발행 기관으로는 힌두스탄 은행(1770년~1832년), 워런 헤이스팅스가 세운 벵골 비하르 일반은행(1773년~1775년), 벵골 은행(1784년~1791년) 등이 있다.

### 1800년대
| 인도 은 루피 가치 (1850–1900) | 인도 은 루피 가치 (1850–1900) | 인도 은 루피 가치 (1850–1900) |
| ----------------------------- | ----------------------------- | ----------------------------- |
| 연도                          | 환율 (pence per rupee)        | Melt value (pence per rupee)  |
| 1850                          | 24.3                          | 22.7                          |
| 1851                          | 24.1                          | 22.7                          |
| 1852                          | 23.9                          | 22.5                          |
| 1853                          | 24.1                          | 22.8                          |
| 1854                          | 23.1                          | 22.8                          |
| 1855                          | 24.2                          | 22.8                          |
| 1856                          | 24.2                          | 22.8                          |
| 1857                          | 24.6                          | 22.9                          |
| 1858                          | 25.7                          | 22.8                          |
| 1859                          | 26.0                          | 23.0                          |
| 1860                          | 26.0                          | 22.9                          |
| 1861                          | 23.9                          | 22.6                          |
| 1862                          | 23.9                          | 22.8                          |
| 1863                          | 23.9                          | 22.8                          |
| 1864                          | 23.9                          | 22.8                          |
| 1865                          | 23.8                          | 22.7                          |
| 1866                          | 23.1                          | 22.7                          |
| 1867                          | 23.2                          | 22.5                          |
| 1868                          | 23.2                          | 22.5                          |
| 1869                          | 23.3                          | 22.5                          |
| 1870                          | 22.5                          | 22.5                          |
| 1871                          | 23.1                          | 22.5                          |
| 1872                          | 22.7                          | 22.4                          |
| 1873                          | 22.3                          | 22.0                          |
| 1874                          | 22.1                          | 21.6                          |
| 1875                          | 21.6                          | 21.1                          |
| 1876                          | 20.5                          | 19.6                          |
| 1877                          | 20.8                          | 20.4                          |
| 1878                          | 19.8                          | 19.5                          |
| 1879                          | 20.0                          | 19.0                          |
| 1880                          | 19.9                          | 19.4                          |
| 1881                          | 19.9                          | 19.2                          |
| 1882                          | 19.5                          | 19.3                          |
| 1883                          | 19.5                          | 18.7                          |
| 1884                          | 19.3                          | 18.8                          |
| 1885                          | 18.2                          | 18.0                          |
| 1886                          | 17.4                          | 16.8                          |
| 1887                          | 16.9                          | 16.6                          |
| 1888                          | 16.4                          | 15.9                          |
| 1889                          | 16.5                          | 15.8                          |
| 1890                          | 18.0                          | 17.7                          |
| 1891                          | 16.7                          | 16.7                          |
| 1892                          | 15.0                          | 14.8                          |
| 1893                          | 14.5                          | 13.2                          |
| 1894                          | 13.1                          | 10.7                          |
| 1895                          | 13.6                          | 11.1                          |
| 1896                          | 14.4                          | 11.5                          |
| 1897                          | 15.3                          | 10.2                          |
| 1898                          | 16.0                          | 10.0                          |
| 1899                          | 16.0                          | 10.2                          |
| 1900                          | 16.0                          | 10.4                          |

역사적으로, 루피는 은화였다.
영국 동인도 회사의 지배를 받던 시기의 인도는 영국의 식민지들이 영국 파운드 스털링 동전을 쓰도록 한 1825년 왕실 긴급 명령의 영향을 받지 않았다. 1835년에는 루피에 배경을 둔 은 단본위 화폐를 도입했다.
1857년 세포이 항쟁 이후 영국 정부가 직접적으로 인도 제국을 통치하기 시작했다. 1851년 이후로 시드니의 영국 조폐국에서 대량으로 소브린 금화가 발행됐다. 1864년에는 영국 정부가 소브린 금화를 대영 제국에 널리 통용시키기 위해 봄베이와 캘커타의 재무부는 소브린 금화를 받도록 시켰으나 효과는 미미했고, 루피를 대체하려는 시도를 중단했다.
인도 루피는 1845년 덴마크령 인도에서 쓰이던 루피를 대체했고, 1954년에는 프랑스령 인도 루피를, 1961년에는 포르투갈령 인도 에스쿠도를 대체했다. 1947년 인도가 독립한 뒤에는 1959년 하이데라바드 주 루피를 마지막으로 인도 루피가 자치주에서 쓰던 모든 화폐를 대체했다.

### 국외 사용
인도의 분할 이후 파키스탄 루피는 인도 루피 지폐와 동전을 가져다 썼는데 단순히 지폐 위에 '파키스탄'이라고 도장을 찍어 사용했다. 또한 인도 루피는 아덴 식민지, 오만 협정국, 오만, 두바이, 쿠웨이트, 바레인, 카타르, 케냐, 탕가니카, 우간다, 세이셸, 모리셔스의 공식 화폐였다.
1959년에는 인도 준비은행 법령에 따라 인도 밖에서 쓰이는 인도 루피의 유통을 대체하기 위해 걸프 루피를 새로 만들었다. 이는 금 밀수행위로부터 인도의 외환 준비금의 부담을 덜어주기 위한 조치였다. 1966년 6월 6일 인도가 루피를 평가 절하한 뒤에 오만, 카타르, 오만 협정국(1971년 아랍에미리트로 설립)은 걸프 루피를 자국 화폐로 바꾸었고, 쿠웨이트와 바레인도 각각 1961년과 1965년에 자국 화폐로 바꾸었다.
부탄 눌트럼과는 화폐 가치가 같으며 부탄에서는 두 화폐가 모두 사용된다. 1 네팔 루피는 0.625 인도 루피로 고정돼 있으며, 네팔 정부가 금지한 500루피 지폐와 1000루피 지폐를 제외한 인도 루피가 네팔에서 사용된다.
2014년에는 짐바브웨에서도 인도 루피를 사용하기 시작했다.

## 통화태환성
공식적으로 인도 루피는 시장결정적 환율을 도입하고 있다.
국제 외환 시장 매출의 화폐 유통
| 순위 | 통화                  | 일일 점유율(2016년 4월) |      |
| ---- | --------------------- | ----------------------- | ---- |
| 1    | 미국 달러             | 87.6%                   |      |
| 2    | 유럽연합 유로         | 31.4%                   |      |
| 3    | 일본 엔               | 21.6%                   |      |
| 4    | 영국 파운드 스털링    | 12.8%                   |      |
| 5    | 오스트레일리아 달러   | 6.9%                    |      |
| 6    | 캐나다 달러           | 5.1%                    |      |
| 7    | 스위스 프랑           | 4.8%                    |      |
| 8    | 중화인민공화국 위안   | 4.0%                    |      |
| 9    | 스웨덴 크로나         | 2.2%                    |      |
| 10   | 뉴질랜드 달러         | 2.1%                    |      |
| 11   | 멕시코 페소           | 1.9%                    |      |
| 12   | 싱가포르 달러         | 1.8%                    |      |
| 13   | 홍콩 달러             | 1.7%                    |      |
| 14   | 노르웨이 크로네       | 1.7%                    |      |
| 15   | 대한민국 원           | 1.7%                    |      |
| 16   | 튀르키예 리라         | 1.4%                    |      |
| 17   | 러시아 루블           | 1.1%                    |      |
| 18   | 인도 루피             | 1.1%                    |      |
| 19   | 브라질 헤알           | 1.0%                    |      |
| 20   | 남아프리카공화국 랜드 | 1.0%                    |      |
| 기타 | 기타                  | 7.1%                    |      |
| 총합 | 총합                  | 200%                    | 200% |

### 역사적 환율

1998년 9월부터 2013년 5월까지 USD 1, GBP 1, EUR 1, JPY 100 대 1 루피 환율 변동 추이 그래프

## 같이 보기
- 루피
- 인도 준비은행

## 참조

### 인용
1. ↑  “Frequently Asked Questions”. Royal Monetary Authority of Bhutan. 2022년 2월 6일에 원본 문서에서 보존된 문서. 2020년 1월 20일에 확인함.
2. ↑  “Nepal writes to RBI to declare banned new Indian currency notes legal”. 《The Economic Times》 (Times Internet). 2019년 1월 6일. 2020년 1월 20일에 확인함.
3. ↑  “Frequently Asked Questions - Your Guide to Money Matters”. 2015년 10월 14일에 확인함.
4. ↑  “RBI Monetary Museum - Mughal Coinage”. 2002년 10월 5일에 원본 문서에서 보존된 문서. 2015년 10월 14일에 확인함.
5. ↑  “RBI Monetary Museum - Pre-Colonial India & Princely States”. 2015년 4월 1일에 원본 문서에서 보존된 문서. 2015년 10월 14일에 확인함.
6. ↑  Kapoor, Subodh, The Indian Encyclopaedia : volume 6, Cosmo Publications, 2002년, p.1599
7. ↑  “Indian Currency Problems of the Last Decade. the Quarterly Journal of Economics, August, 1901”. 2018년 4월 18일에 확인함.
8. ↑  Jhunjhunwalla. K, Rezwan. R, The Revised Standard Reference Guide to Indian Paper Money, 2012년
9. ↑  각 통화 거래가 항상 통화쌍을 포함하기 때문에 총합이 200%이 나온다.